# Gustav Fritsch
Gustav Theodor Fritsch (5 mars 1838-12 juin 1927) est un anatomiste, anthropologue, voyageur et physiologiste allemand.

## Carrière académique
Fritsch est le fils de l'Inspecteur général des Travaux Publics Ludwig Fritsch et de Sophie Kramsta. Il achève ses études secondaires au lycée Maria-Magdalene de Breslau en 1849 puis étudie les Sciences naturelles à Berlin (1857), et la médecine à Breslau et Heidelberg (1862). Il voyage ensuite de 1863 à 1866 en Afrique du Sud et consacrera plus tard divers ouvrages, tant aux ethnies bantoues qu'aux organes electrophores du gymnote. Parti de la ville du Cap, il visita les provinces orientales et occidentales, l’État libre d'Orange, Natal et le protectorat du Bechuanaland. 
En 1868 il s'agrégea à l'expédition d'Aden chargée de l'observation de l’éclipse solaire du 18 août 1868, poursuivit seul son voyage vers l'Égypte, et rallia l'expédition archéologique et photographique de Johannes Dümichen. En 1874, il participa à l'observation du  transit de Venus à Ispahan en Perse (cf. photo ci-dessous) puis à une exploration zoologique en Asie mineure. De 1881 à 1882, Fritsch obtint grâce à l'Institut d'Égypte une mission d'étude de l'électricité animale chez les poissons électrophores de Méditerranée orientale.
D'abord assistant de l'Institut d'Anatomie de Berlin (1867), Fritsch obtint un poste de professeur surnuméraire de Physiologie à l'université Frédéric-Guillaume de Berlin (1874). Désormais anthropologue reconnu, il fit la connaissance de Rudolf Virchow, et devint directeur du département d'Histologie de l'Institut de Physiologie. Il s'y consacra surtout à la localisation des fonctions motrices dans le cerveau. Ses recherches galvaniques sur le lobe frontal du chien, qu'il rassembla en 1870 dans un ouvrage co-écrit avec Eduard Hitzig, constituent la première tentative de description topique du cortex moteur. Ces recherches constituent une étape importante dans le débat qui opposait, dans le dernier quart du XIXe siècle, les tenants du holisme cérébral (Pierre Flourens) à ceux du « localisationnisme » (Helmholtz, de Broca). En 1878, il offre une première description du nerf terminal dans le cerveau d'un requin.
Peu de gens connaissent en revanche l’œuvre pionnière de Fritsch en matière de photo couleur et de synthèse chromatique (Die Retinaelemente und die Dreifarbentheorie).

Au terme de la Guerre franco-prussienne, Fritsch épousa la fille de l'éditeur de Breslau Ferdinand Hirt, Hélène (1851–1915). Ils eurent une fille et un garçon. Il fut, en 1869, l'un des fondateurs de la Berliner Gesellschaft für Anthropologie, Ethnologie und Urgeschichte. Il fut élu en 1887 membre de l'Académie Léopoldine de Halle.

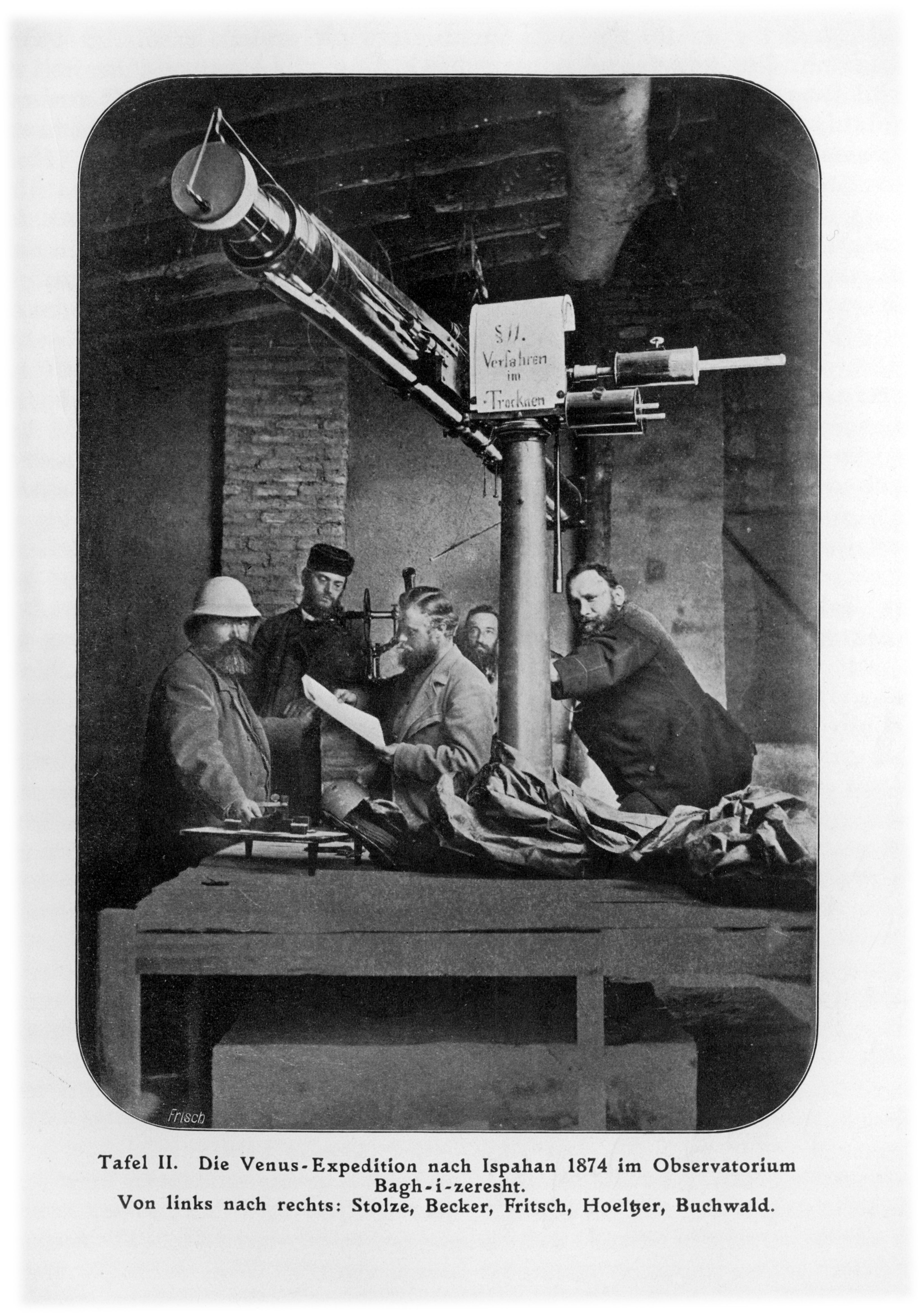
Voyage de recherche à Ispahan, pour observer le transit de Vénus de 1874. Fritsch est le troisième à partir de la gauche